# Lang Ping
Lang Ping, più conosciuta con lo pseudonimo Jenny Lang Ping (郎平S, Láng PíngP; Pechino, 10 dicembre 1960), è un'ex pallavolista e allenatrice di pallavolo cinese.
È considerata una delle più forti schiacciatrici di sempre.

## Carriera

Lang (in piedi, al centro) al Modena nella stagione 1989-90

Iniziò a praticare la pallavolo a Pechino, nel 1973, all'interno di squadre scolastiche. Nel 1976 entrò a far parte della prima squadra cittadina, nel 1978 fu convocata per la prima volta in Nazionale, di cui divenne successivamente capitano e aiuto allenatore.
Con la Nazionale cinese vinse la World Cup del 1981 (primo successo cinese in una competizione internazionale) e quella del 1985, il Mondiale del 1982, a Lima e, nel 1984, l'oro olimpico ai Giochi di Los Angeles. Alla fine della sua carriera da pallavolista vestì la maglia della Cemar Modena, con cui vinse una Coppa Italia nel 1990.
Nel 1994 (fino al 2000) diventò allenatrice della Nazionale cinese, che portò all'argento olimpico ai Giochi di Atlanta nel 1996 e a quello mondiale due anni dopo. Nel 1999 fu ingaggiata dal Modena, con cui vinse il primo scudetto della società (1999-00) e una European Champions League, oltre a una Coppa Italia e una Coppa CEV. Nel 2003 passò all'Asystel Novara che guidò in una rocambolesca finale scudetto nel 2003-04 (persa a gara-5 contro la Radio105 Foppapedretti Bergamo) e con cui si aggiudicò una Supercoppa italiana e una Coppa Italia.
L'ultima sua esperienza da allenatrice in Italia risale al 2005, con la Monte Schiavo Banca Marche Jesi. Nello stesso anno fu ingaggiata dalla Nazionale statunitense.